# 洛洛·索托羅
洛洛·索托羅·曼古哈喬（英語：Lolo Soetoro Mangunharjo，1935年1月2日—1987年3月2日），是一位印尼的地質學家、工程師、商人，為美國第44任總統巴拉克·歐巴馬的印尼藉父親。

## 生平

### 早年生活和學經歷
索托羅生於萬隆，他在家中排行第九，父親是採礦受僱員，並且擁有加查馬達大學的地理學學位。
1962年，當時受僱於陸軍地形服務的索托羅獲得了美國東西方中心的助學金，並且利用該學金進入夏威夷大學馬諾阿分校的地理研究生就讀。同年9月抵達美國夏威夷州檀香山，並於1964年獲得地理碩士學位。

### 與鄧納姆的婚姻生活和其他經歷
索托羅在美國東西方中心相遇了安·鄧納姆，當時兩人都是夏威夷大學馬諾阿分校的研究生，因此兩人相識相戀，並於1965年結婚。
1966年，索托羅返回印尼，並幫助當地政府繪製西巴布亞的地圖。而鄧納姆和兒子歐巴馬當時則選擇繼續留在檀香山。
1967年，索托羅定居於印尼的首都雅加達，妻子鄧納姆和兒子歐巴馬也隨之遷至該地點居住了下來，最初是在南雅加達Menteng Dalam村的簡陋灰泥紅磚房裡住了兩年半，並且索特羅也擁有了一輛日本機車，歐巴馬當時也在當地的門騰國立小學01讀了一年半。
1970年，索托羅找到了一個新的工作，在聯合石油公司擔任政府關係，之後便搬到了北兩英里的一棟租房，將原本經常拋錨的日本機車出售並買了一台新車。
1970年，索托羅的女兒瑪雅·卡桑德拉·蘇埃托羅出生，取名為瑪雅，同時也是歐巴馬的同母異父的妹妹。
1971年，歐巴馬在印尼住了四年後，獨自一人回到美國夏威夷州。1972年，母親鄧納姆隨之帶著妹妹離開印尼返回夏威夷州，並於1974年獲得夏威夷大學馬諾阿分校研究生的人類學碩士，一年後帶著妹妹再次返回印尼，歐巴馬則繼續留在美國與祖父和祖母同居。
由於鄧納姆逐漸對印尼文化引起關注，而索托羅則相反對西方文化引起關注，而因這點不同的價值觀而發生衝突，最終於1980年離婚。
索托羅後來與第二任妻子厄爾納·庫斯蒂娜（Erna Kustina）結婚，婚後育有一子一女。

### 逝世
1987年3月2日索托羅因肝衰竭去世，享年52歲，之後他被埋葬在南雅加達的Tanah Kusir公墓。